# Melanargia lachesis
Melanargia lachesis là một loài bướm thuộc họ Nymphalidae. Nó có thể được tìm thấy ở bán đảo Iberian và phía nam của Pháp.
Chiều dài cánh trước là 25–28 mm. Con trưởng thành bay làm một đợt từ tháng 6 đến tháng 8.

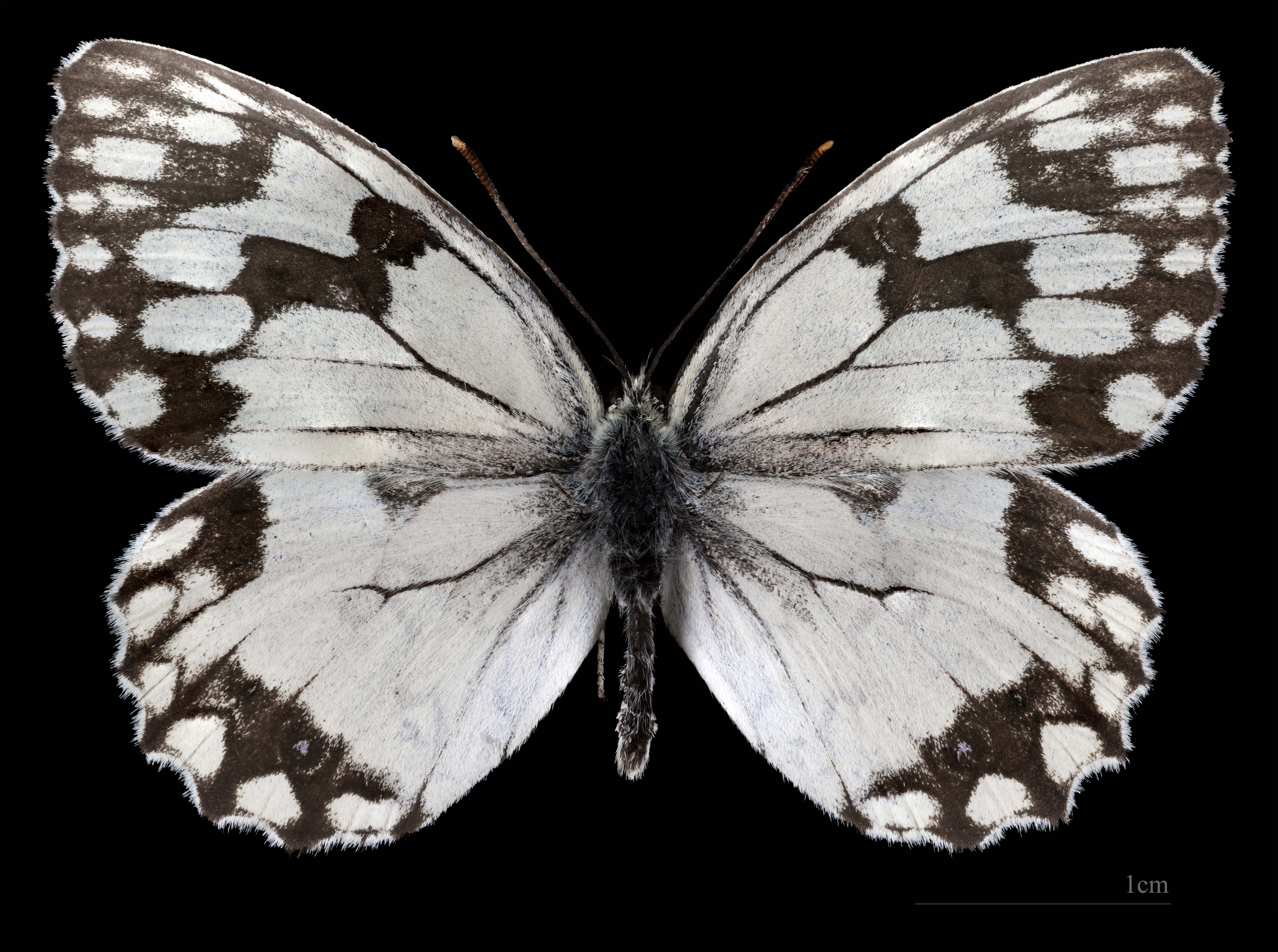
Melanargia lachesis  ♂
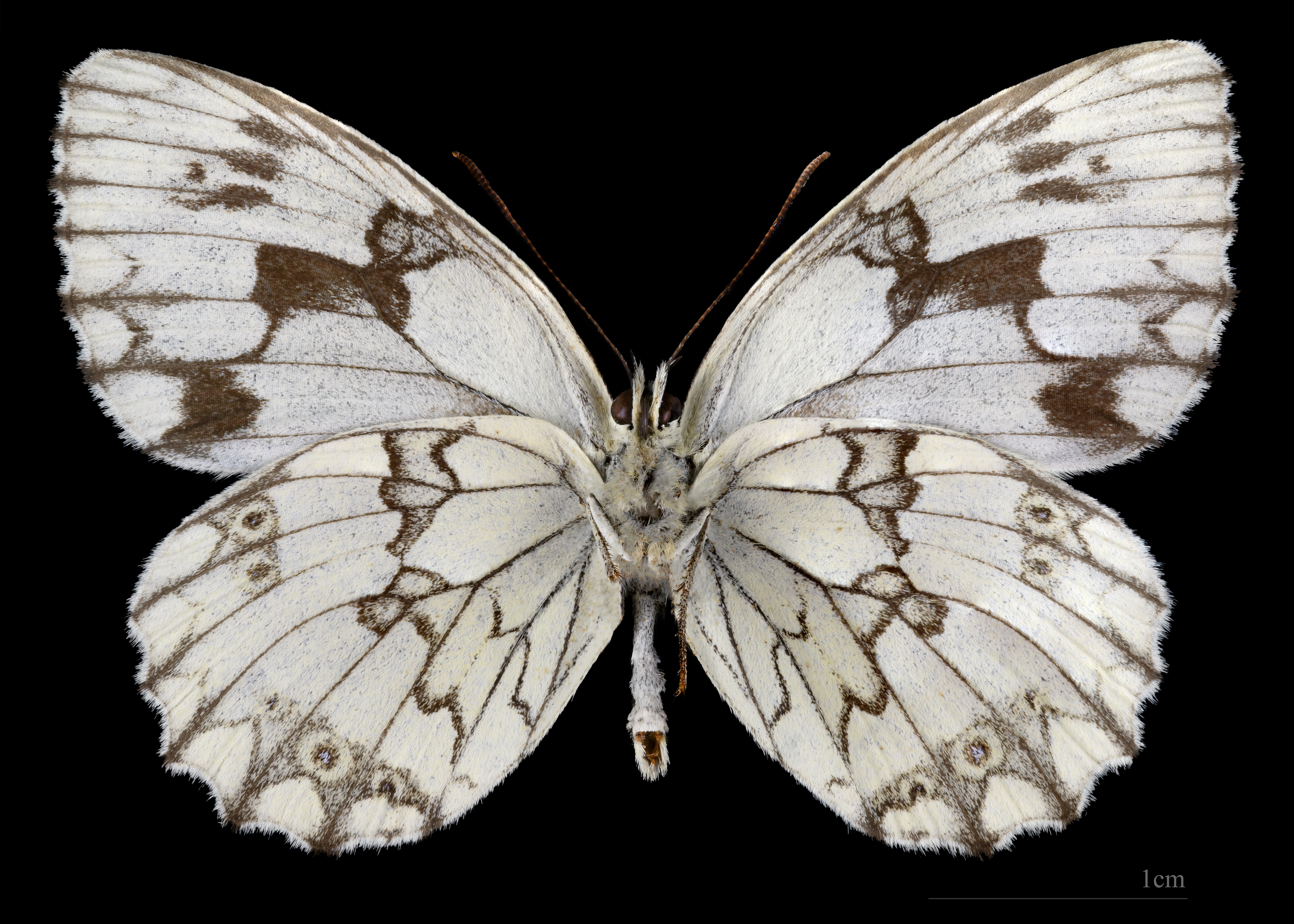
Melanargia lachesis ♂   △
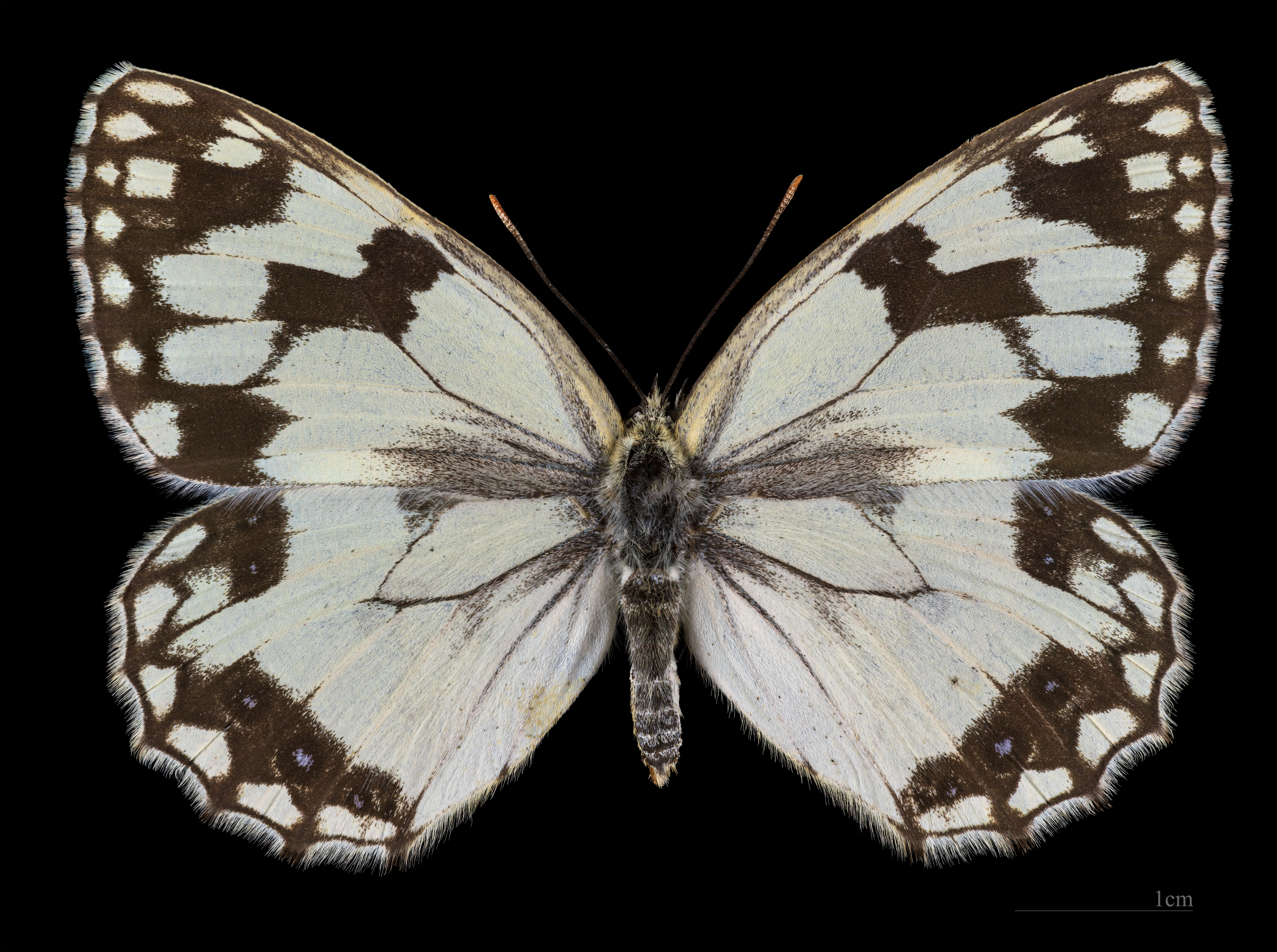
Melanargia lachesis  ♀
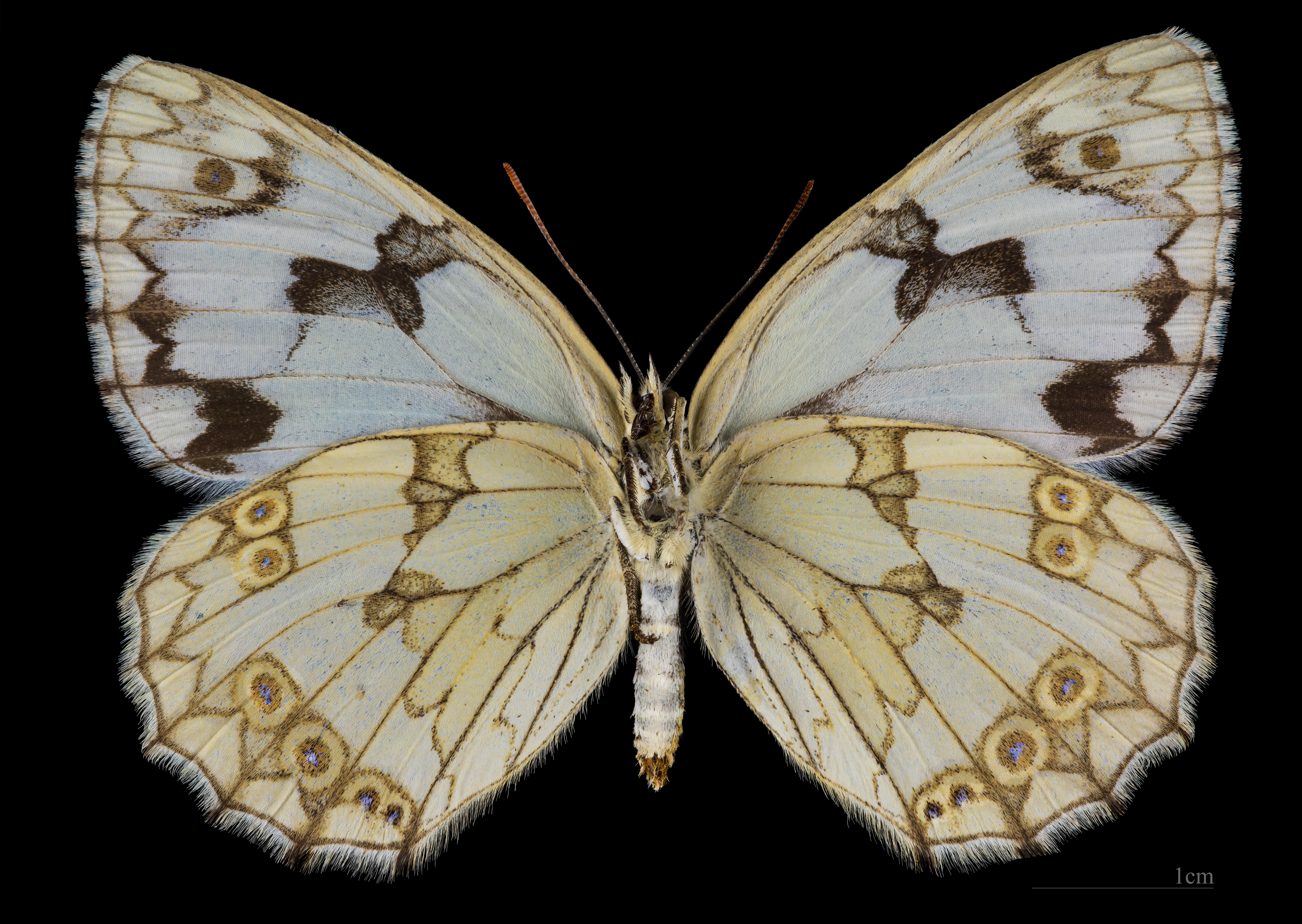
Melanargia lachesis ♀   △

Ấu trùng ăn nhiều loại cỏ.

## Hình ảnh

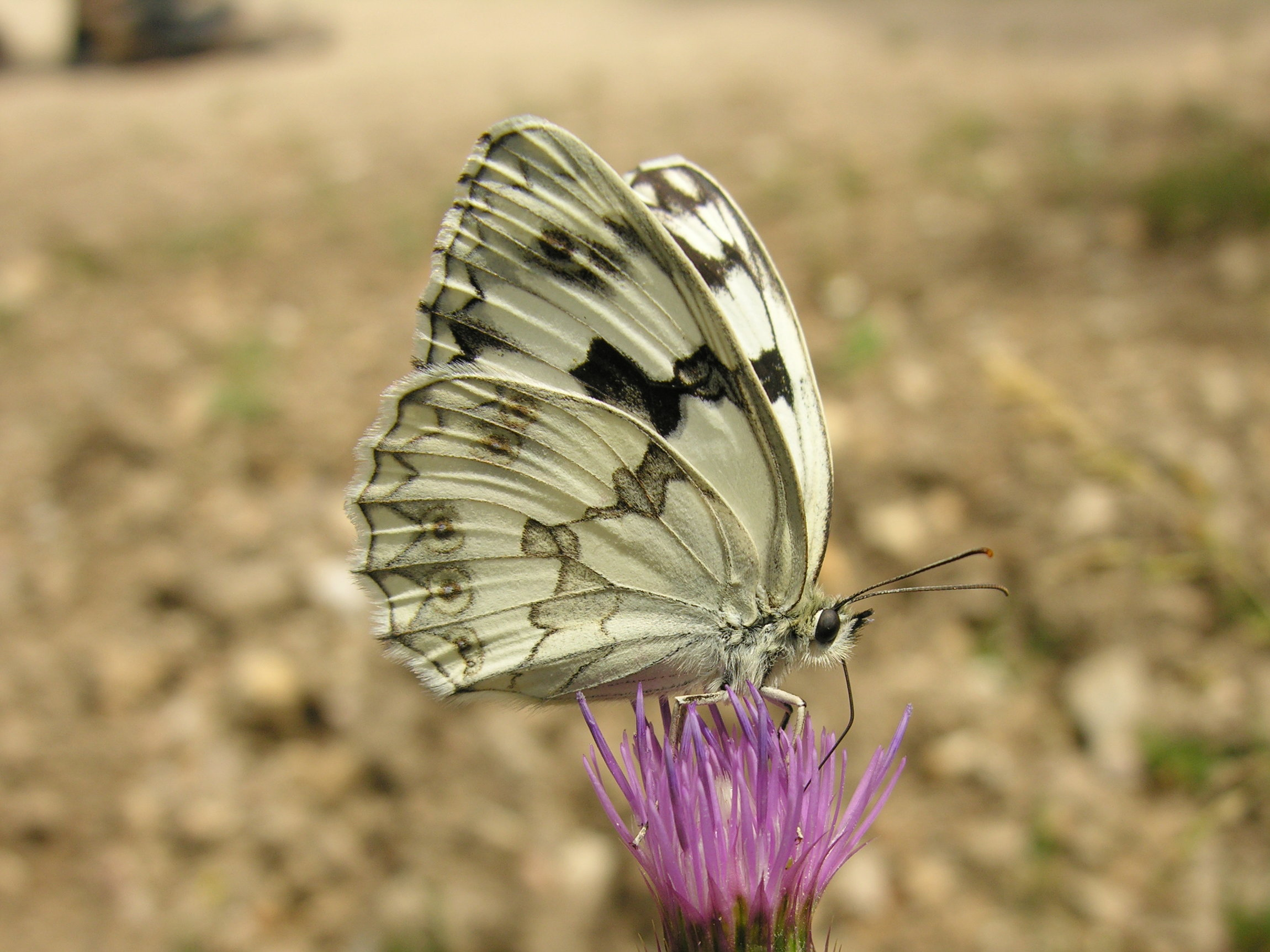
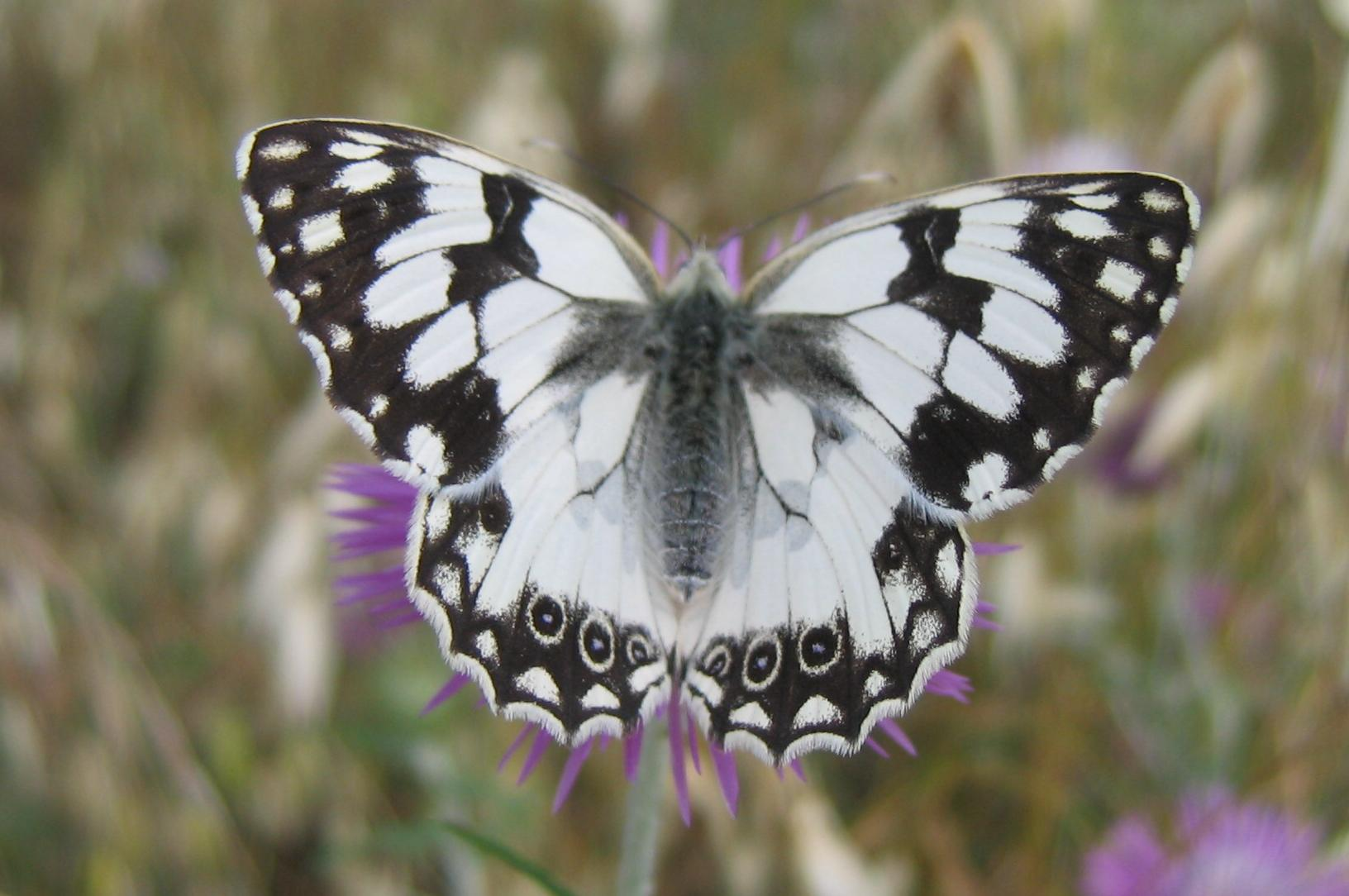